# Escamas dorsales

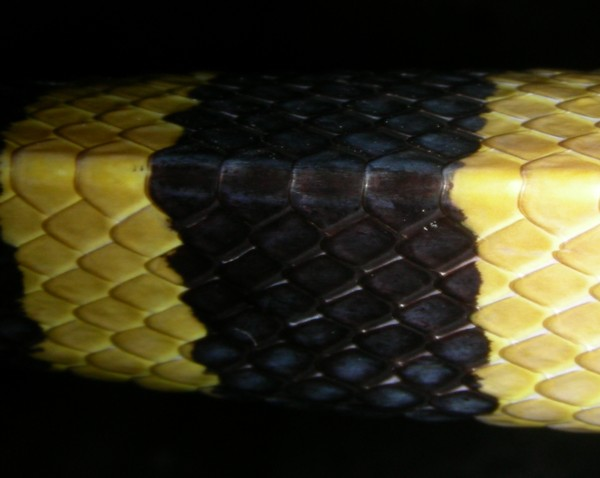
Escamas dorsales en un krait rayado (Bungarus fasciatus).

En las serpientes, las escamas dorsales son una serie de placas longitudinales que rodean su cuerpo, pero que no incluyen a las escamas ventrales.
Cuándo se cuenta el número de escamas dorsales de una serpiente, a menudo se dan los valores para tres puntos a lo largo del cuerpo, por ejemplo 19:21:17. Estos números corresponden al número de escamas dorsales presentes alrededor del cuerpo en los puntos ubicados a una cabeza de longitud detrás de la cabeza, a la mitad del cuerpo, y a una cabeza de longitud antes de la cloaca. Si solamente se proporciona un valor, este corresponde al número de escamas en la mitad del cuerpo.
Resulta más sencillo contar las escamas dorsales diagonalmente, comenzando con la fila de escamas paraventrales. Al hacer esto, con frecuencia se destaca que ciertas filas de escamas están levantadas, quilladas o suavizadas en comparación con el resto de escamas.